# 154
154. је била проста година.

## Догађаји
- Википедија:Непознат датум — Римски епископ Анисет и Поликарп, епископ Смирне састали су се да би договорили начин на који ће се одредити датум прославе Ускрса по хришћанском календару.